# Réserve de chimpanzés de l'île de Ngamba
La Réserve de chimpanzés de l'île de Ngamba est une réserve fondée en 1998 sur l'île homonyme, à 23 km au sud d'Entebbe sur le lac Victoria, est une réserve accueillant des chimpanzés blessés ou orphelins, recueillis dans la nature ou saisis auprès de braconniers. 
La réserve est organisation à but non lucratif cogérée par six organismes réunis sous le nom de Chimpanzee Sanctuary & Wildlife Conservation Trust, soit la Born Free Foundation, l'International Fund for Animal Welfare, le Jane Goodall Institute, le Uganda Wildlife Education Centre, l'Environmental Conservation Trust of Uganda et la Uganda Wildlife Society. 